# Moș Gerilă

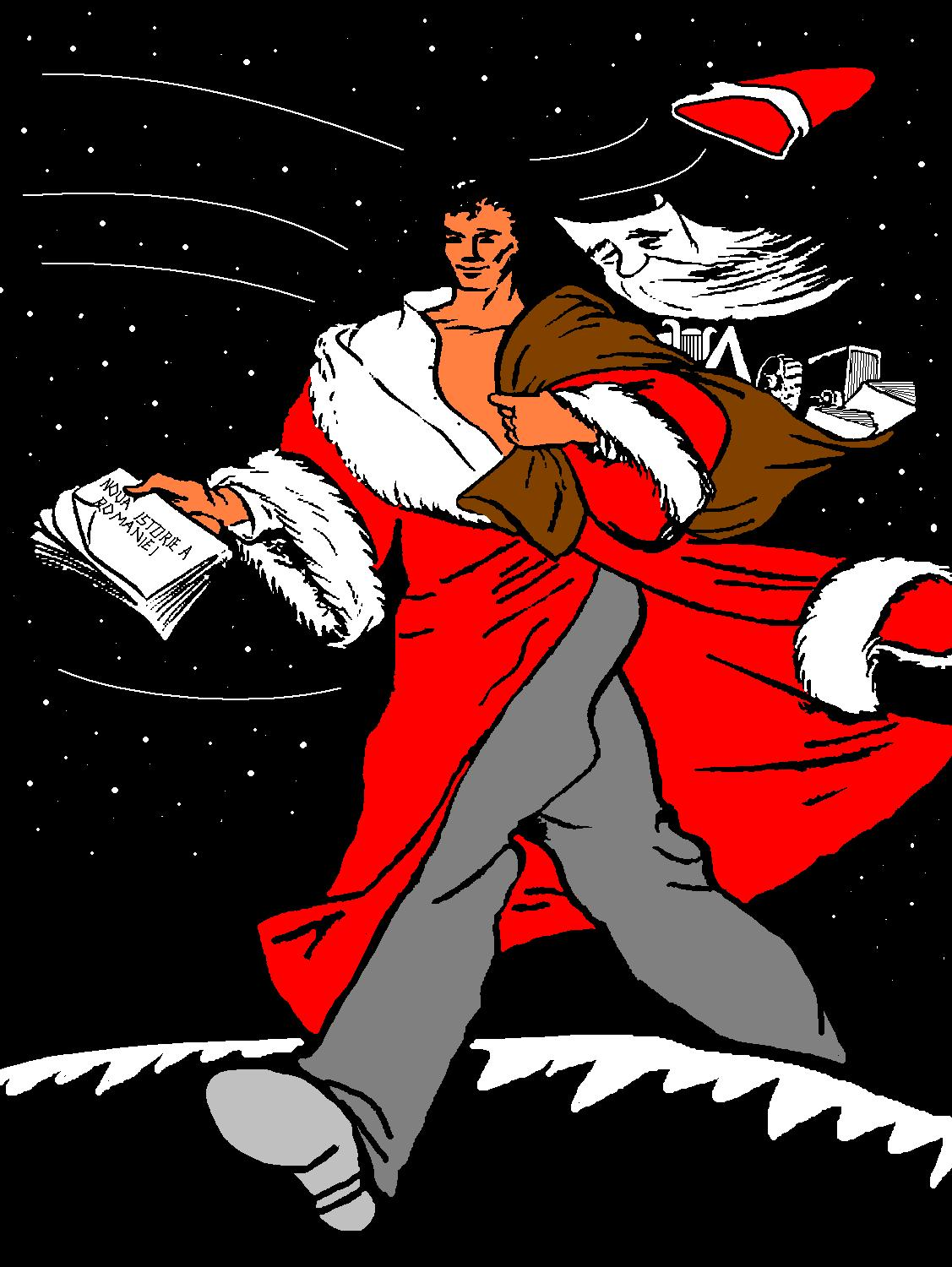
Moş Gerilă în propaganda comunistă din RSR

Moș Gerilă este un personaj legendar asemănător lui Moș Crăciun și Moș Nicolae. În tradițiile rusești, Moș Gerilă are origini pre-creștine și se numește Ded Moroz (Дед Мороз).
Moș Gerilă, acolo unde s-a încetățenit și a fost acceptat, venea în ajunul Anului Nou, în seara de 31 decembrie.
În perioada influenței Uniunii Sovietice asupra Europei de Est, regimurile comuniste au încercat să-l introducă în tradițiile locale pe Moș Gerilă ca substitut al celorlalți doi moși, în tentativa lor de a înlătura rolul religiei din tradiții și de a laiciza forțat cultura acestor țări.